# Massakern i Melilla
Massakern i Melilla inträffade den 24 juni 2022 då 37 migranter dödades vid gränsstängslen i Ceuta och Melilla under en konflikt med marockanska och spanska säkerhetsstyrkor. Mellan 500 och 2 000 personer hade samlats vid gränsen tidigt på morgonen för att ta sig in i Spanien.